# 野口体操
野口体操（のぐちたいそう）は野口三千三が指導を開始した健康法、トレーニング法。「人間の潜在的に持っている可能性を最大限に発揮できる状態を準備すること」を目的とする。

## 概要
1914年（大正3年）生まれの野口は、1934年（昭和9年）最年少で師範学校教員国家検定試験に合格、太平洋戦争時代、筋骨隆々に鍛え上げる（現代でも一般的な）体操の優秀な指導者であった。しかし、教え子を戦地へ送ってしまった呵責の上、自身も身体の不調を来たした。舞踊の道を志すなどの試みのうちに、重力などに抵抗するための筋力を鍛えるよりも、むしろ力を抜いて身体を動きや重さに任せることで無理なく力や素早さなどを最大限に引き出せることを発見。道具や玩具の動作など様々な観察もあわせ、さまざまな合理的かつ最大限に出力される身体の営み（体操）を見出していく。
野口の身体イメージは
というものである。野口の考えでは、合理的な運動は「重さ」と「はずみ」を活かすことで行える。そのためには無駄な力みを捨てて脱力の感覚を磨くことが肝要であるとしている。
など、多くのことばを遺している。
体操をする者各々の主観による「からだに貞（き）く」感覚を大切にし、はっきりとした到達点・目標・効果を設定することは趣旨に反するため、野口は方法の固定化を嫌い、カリキュラムは敢えて細かく体系化されていない。
なお、野口整体（野口晴哉を祖とする整体）は、別のものである。

## 参照情報
1. 1 2  ISBN 4-393-31282-1「野口体操 ことばに貞く」 - 羽鳥操
2. ↑  「野口体操は、自分自身の直接体験による体性深部感覚を最重要な手掛かりとし、主観を重視し、自分（自然・人間）とは何かを探検する営みをいい、体系化にはこだわっていない」と野口は述べている。